# Идеје (часопис)
Идеје: за књижевност, политичка и друштвена питања је часопис који је почео да излази 1934. године у Београду.

## Историјат
Први број часописа Идеје: за књижевност, политичка и друштвена питања је излашао 6. октобра 1934. године, а последњи 29. jуна 1935. Укупно је изашло 32 броја.
Часопис је пратио тадашњи културни живот и окупљао је круг сарадника који је износио ставове о актуелним дешавањима из разних сфера – сликарства, музике, позоришта, филма и књижевности.
Сарадници часописа су били: Божидар Пурић, Станислав Винавер, Божидар Борко, Исидора Секулић, Ранко Младеновић, Хамзо Хумо, Сибе Милачић, Драгиша Васић, Димитрије Најдановић, Тодор Манојловић, Бранислав Нушић, Даница С. Јанковић, Бранимир Малеш, Иво Андрић, Владимир Лебедев, Момир Николић и др.

### Периодичност излажења
Часопис је излазио недељно. Излазио је сваке суботе; од бр. 7 (1934) сваког четвртка.

### Нумерисање часописа
Год. 1, бр. 1-32 (6. окт. 1934-29. јун 1935)

### Изглед листа
Формат часописа је био 52 cм. Штампан је латиничним и ћириличним писмом.

### Место и година издавања
Београд, 1934 - 1935.

### Штампарија
Часопис је прво штампан у Уметничком графичком заводу "Планета".Од бр. 12 (1935) штампан је у Штампарском предузећу "Време"; од бр. 29 (1935) у Штампарији "Глобус".

## Власник и уредник
Власник, уредник и одговорни уредник часописа је био Милош Црњански.

## Фототипско издање
Године 2016. Одељење за књижевност Андрићевог института из Андрићграда приредило је фототипско издање часописа, у оквиру Библиотеке „Из књижевних архива”. Уредник издања је проф. др Александра Вранеш, а приређивачи: проф. др Миливој Ненин и проф. др Горана Раичевић. Андрићев институт штампао је све бројеве у једној свесци, у оригиналном формату.